# Limeum
Limeum là một chi thực vật có hoa.
Limeum trước đây nằm trong họ Cỏ bình cu (Molluginaceae), nhưng nay được coi là chi duy nhất trong họ Limeaceae. Họ này mới được công nhận dựa trên nghiên cứu theo hệ thống APG III để giải quyết khó khăn trong xác định phát sinh chủng loại đối với nhiều chi trong bộ Cẩm chướng (Caryophyllales). Limeum gồm những loài cây bụi và cây thảo bản xứ miền nhiệt đới đông và nam châu Phi, cũng như Nam Á. Chi Macarthuria ở Úc từng được đặt trong Limeaceae, nay đã chuyển sang họ Macarthuriaceae.